# Goniothalamus latestigma
Goniothalamus latestigma là loài thực vật có hoa thuộc họ Na. Loài này được C.E.C.Fisch. mô tả khoa học đầu tiên năm 1927.